# Andrew Van Ginkel
Andrew Van Ginkel (Rock Valley, 1º luglio 1997) è un giocatore di football americano statunitense che milita nel ruolo di linebacker per i Minnesota Vikings della National Football League (NFL).

## Carriera professionistica

### Miami Dolphins
Van Ginkel fu scelto nel corso del quinto giro (151º assoluto) del Draft NFL 2019 dai Miami Dolphins. Dopo avere passato in lista infortunati la prima parte della stagione, debuttò come professionista subentrando nella gara del dodicesimo turno contro i Cleveland Browns mettendo a segno 2 tackle. La sua stagione da rookie si chiuse con 15 tackle, un sack, un sack e un fumble recuperato in sei presenze, di cui una come titolare.
Nell'ottavo turno della stagione 2020 Van Ginkel ritornò un fumble per 78 yard in touchdown nella vittoria sui Los Angeles Rams.
Nella settimana 13 della stagione 2023 Van Ginkel mise a segno un intercetto sul quarterback dei Washington Commanders Sam Howell, ritornando il pallone in touchdown.

### Minnesota Vikings
Il 13 marzo 2024 Van Ginkel firmò un contratto biennale con i Minnesota Vikings. Nella prima partita con la nuova maglia ritornò un intercetto su Daniel Jones per 10 yard in touchdown nella vittoria sui Giants per 28-6. Tale ritorno impiegò 1,16 secondi, il più veloce della NFL dal suo stesso intercetto su Sam Howell della stagione precedente. Nella gara della settimana 5 disputata a Londra contro i Jets ritornó un altro intercetto su Aaron Rodgers per 63 yard in touchdown. Nel turno successivo mise a segno due sack, entrambi nel quarto periodo, nella vittoria esterna sui Seattle Seahawks, venendo premiato come miglior difensore della NFC della settimana. A fine stagione fu convocato per il suo primo Pro Bowl e inserito nel Second-team All-Pro dopo essersi classificato quarto nella NFL con 18 placcaggi con perdita di yard e 4 fumble forzati e ottavo con 11,5 sack.
Il 29 aprile 2025 Van Ginkel firmò un nuovo contratto di un anno del valore di 23 milioni di dollari.

## Palmarès
- Convocazioni al Pro Bowl: 1

2024
- Second-team All-Pro: 1

2024
- Difensore della NFC della settimana: 1

16ª del 2024